# Meoneura alphabetica
Meoneura alphabetica är en tvåvingeart som beskrevs av Miguel Carles-Tolrá och Karen Ventura 2002. 
Meoneura alphabetica ingår i släktet Meoneura och familjen kadaverflugor. Artens utbredningsområde är Spanien. Inga underarter finns listade i Catalogue of Life.